# Кепа (посёлок)
Ке́па (карел. Kepa) — посёлок в составе Юшкозерского сельского поселения Калевальского национального района Республики Карелии.

## Общие сведения
```
Находится недалеко от озера Конкелушьярви, в 54 км от районного центра посёлка 
Калевала
 (только автомобильное сообщение).
```

На территории посёлка располагался лесопункт. Работает ФАП, Дом культуры, библиотека, есть средняя школа, детский сад.
В 2002 году Кепской средней школе присвоено имя карельского писателя Ортьё Степанова. Писатель родился в деревне Хайколя, неподалёку от Кепы. 13 июля 2002 года в честь писателя в школе посёлка установлена мемориальная доска.

## Памятники истории
В посёлке находится памятник истории — братская могила советских воинов, погибших в годы Великой Отечественной войны 1941—1945 годов. В братской могиле захоронены 32 воина 54-й и 367-й стрелковых дивизий 26-й армии Карельского фронта. На могиле установлена скульптура воина с автоматом на груди.

## Памятники природы
В 15 км на восток от посёлка расположен государственный региональный болотный заказник природы — Болото Юпяужшуо площадью 1361,0 га, ценный ягодник клюквы и морошки.

## Население
Численность населения в 1989 году составляла 751 человек.
| 2002 | 2009 | 2010 | 2013 |
| ---- | ---- | ---- | ---- |
| 495  | ↘420 | ↘341 | ↘299 |